# St. Cloud State University
St. Cloud State University är ett amerikanskt delstatligt universitet som ligger i St. Cloud i Stearns County i Minnesota i USA. Lärosätet hade 2014 totalt 16 076 studenter (14 377 undergraduate students och 1 699 postgraduate students). Den ingår i utbildningssystemet Minnesota State Colleges and Universities system.
Utbildningsinstitutionen grundades 1869 som Third State Normal School och var öppen för både manliga och kvinnliga studenter. År 1921 blev den ett college och fick namnet St. Cloud State Teachers College och 1957 valde man förenkla skolans namn med att ta bort Teachers. År 1975 blev man klassificerad som ett universitet och fick sitt nuvarande namn.
Universitet tävlar med 23 universitetslag i olika idrotter via sin idrottsförening St. Cloud State Huskies.

## Alumner
| Idrottare - Jack Ahcan - Tyler Arnason - Will Borgen - Jonny Brodzinski - Matt Cullen - Nate DiCasmirro - Nic Dowd - Michael Eyssimont - Jeff Finger - Andrew Gordon - Kevin Gravel - Rikard Grönborg - Ben Hanowski - Mark Hartigan - Bret Hedican - Matt Hendricks - Nick Jensen - Kalle Kossila - Ryan Lasch | - Oliver Lauridsen - Drew LeBlanc - Charlie Lindgren - Blake Lizotte - Ryan Malone - Andreas Nödl - Mark Parrish - Nick Perbix - Ethan Prow - Garrett Roe - Patrick Russell - Jimmy Schuldt Musiker - Leo Kottke Skådespelare - Richard Dean Anderson - John Hawkes Underhållning - Jessica Kresa |